# Simple Simon
Simple Simon (En sueco: I rymden finns inga känslor traducido al español como En el espacio no hay sentimientos) es una película de comedia sueca dirigida por Andreas Öhman del año 2010. 
La película fue seleccionada como la oficial sueca a la Mejor Película en Lengua Extranjera en la 83.ª edición de los Premios Óscar. 
Llegó a la penúltima ronda de nominaciones y compitió con otras ocho películas.

## Elenco
- Bill Skarsgård como Simon
- Martin Wallström  como Sam
- Cecilia Forss  como Jennifer
- Sofie Hamilton  como Frida
- Susanne Thorson  como Jonna
- Kristoffer Berglund  como Peter
- Lotta Tejle  como la mamá de Simon
- Per Andersson  como el Chef Francés

## Trama
Simon es un joven de 18 años con síndrome de Asperger. Incapaz de vivir independientemente, es cuidado por su amoroso y paciente hermano, Sam y la novia de este, Frida. Él vive en una rutina diaria sin cambios y cualquier cambio en su vida, lo encuentra muy estresante. Él pasa su día trabajando como cuidador de la tierra en un programa especial para personas con discapacidad mental, atendiendo campos deportivos y bordes de carreteras. Él impone su rutina a sus dos compañeros de casa con un gráfico de pared que asigna cosas por hacer y horarios de ocio. Cuando el mundo se vuelve muy estresante, Simon se guarda a sí mismo en una olla grande y se imagina a sí mismo flotando en el espacio, donde todo está perfectamente silencioso y predecible. Estos hábitos causan mucha tensión con sus dos compañeros de casa. Una noche, Simon interrumpe a Sam y Frida mientras están teniendo relaciones con el fin de pedir papel higiénico. Para Frida, esta es la gota que derramó el vaso y el día siguiente deja a Sam y se muda.
Simon vuelve a cada del trabajo y encuentra la casa vacía y la comida sin preparar. Cuando Sam regresa a casa, decide ordenar pizza para cenar pero esto estresa demasiado a Simon porque ellos usualmente comen tacos lo viernes por la tarde. Cuando Sam Anuncia que Frida se ha ido definitivamente para bien y que ellos deben adaptarse, Simon sufre una crisis. Sam, molesto por la partida de Frida, intenta racionalizar su dolor criticando los hábitos de Frida, como ser mala en el sexo y comer sándwiches de caviar. Simon interpreta estas observaciones literalmente y visita la casa de Frida, pidiéndoles que regrese y cambie sus hábitos, ya que Simon es incapaz de cambiar los suyos. Frida enojadamente lo lleva fuera, le dice que él debe encontrar a otra chica que ocupe su lugar.
Simon, como es su naturaleza, toma las observaciones de Frida seriamente y se pone en marcha para encontrar una nueva novia para Sam que encaje mejor con su estilo de vida. Sin darse cuenta de cómo es el amor y el trabajo de cortejo, él hace una lista de los gustos y hábitos de Sam y procede a buscar mujeres que cumplan con el perfil. El detiene aleatoriamente a mujeres en la calle y hace 13 preguntas determinadas (como “¿prefieres perros que gatos?” y “¿haces ruidos cuando tienes sexo?”), y cuando encuentra una mujer que contesta las trece preguntas correctamente, toma sus datos y les toma fotografías. Él le presenta a Sam un álbum de coincidencias que ha encontrado y le pide que de ahí elija a su nueva novia. Sam rechaza la lista, diciéndole a Simon que sería aburrido para él tener una novia que coincida exactamente con sus hábitos y sugiere que una chica que difiera de él podría ser más atractiva, de la misma forma que los polos opuestos de un imán se atraen.

## Recepción
Robert Koehler de Variety lo calificó de "bien montado pero sobrecargado de fantasía". 
Kirk Honeycutt de The Hollywood Reporter escribió: "La sorprendente película sueca Simple Simon realiza el ingenioso truco de encontrar risas y sabiduría sobre un personaje central que tiene síndrome de Asperger, pero lo hace sin trivializar la naturaleza grave de la aflicción".
Simple Simon fue nominada a cuatro premios Guldbagge: mejor película, mejor actor principal (Bill Skarsgård), mejor actriz secundaria (Cecilia Forss) y mejor guion.